# Берчану, Штефан
Штефан Берчану (рум. Ștefan Berceanu; 26 сентября 1914, Мечешь-де-Жос, Валахия, Австро-Венгрия (ныне жудец Долж, Румыния) — 9 ноября 1990, Бухарест) — румынский медик, врач, академик, доктор медицины, драматург. Член Румынской академии. Почётный гражданин Крайовы.

## Биография
Окончил школу «Fraţii Buzeşti» в Крайове, защитил степень бакалавра в колледже «Carol I». В 1935—1941 годах обучался на медицинском факультете университета в Бухаресте.
В 1941 году стал доктором медицины, в 1972 году получил степень доктора педагогических наук.
Прошёл по всем ступеням медицинской иерархии от врача-терапевта до руководителя гематологической клинической больницы в Бухаресте. Был профессором Института медицины и фармации в Бухаресте, научным сотрудником Национального научно-исследовательского военно-медицинского института развития «Кантакузино», где занимал должность заведующего лабораторией экспериментальной иммунологии и гистопатологии (1953—1963); научным руководителем и заведующим отделением гематологии Института внутренних болезней (1963—1970).

## Научная деятельность
Ш. Берчану — один из ведущих мировых исследователей в области этиопатологии рака и лейкемии, иммунологических и аутоиммунных заболеваний.
Автор нескольких современных методов диагностики и лечения злокачественных заболеваний крови. Координировал исследования по ряду работ, в том числе: «Иммунология и иммунопатология» (1968); «Иммунология, иммунохимия, иммунопатология» (1975); «Клиническая гематология» (1977); «Малая энциклопедия внутренних болезней» (1986). Опубликовал в специализированных журналах в стране и за рубежом более 830 работ, отчётов и научных сообщений в области медицины.
Член нескольких престижных научных организаций за рубежом: Международного общества внутренней медицины, Международного общества гематологов, Международного общества химии и иммунотерапии в Вене, Высшего центра логики и сравнительной науки в Болонье, Гематологических обществ в Болонье, Франции и Австрии.

## Литературная деятельность
Драматург и прозаик.
Автор ряда эссе о классическом и научном гуманизме, о биологическом состоянии человека, о роли искусства и науки («Интерференции»; «Философия в медицине»), а также пьес («Ключи Бреды», «Лес», «Иностранцы»), дневника путешествий «К добрым мирам».

## Награды
- Лауреат премии Национальной академии деи Линчеи в Риме
- премия фонда «Di Guglielmo».
- Местный совет Крайовы присвоил ему звание «Почётного гражданина». Его имя носит одна из улиц города.
- В Бухаресте на здании, где жил и творил учёный, установили мемориальную доску.